# Alien Space Battle
Alien Space Battle (Originaltitel Attack on Titan) ist ein US-amerikanischer Science-Fiction-Film aus dem Jahr 2022 von Noah Luke, der auch für die Kamera verantwortlich war. Als Hauptdarsteller wird Michael Paré geführt.

## Handlung
Auf der Erde neigen sich die Wasserreserven dem Ende zu. Schließlich wird entschieden, Kontakt zum Saturnmond Titan aufzunehmen. Dort befinden sich nämlich sogenannte Lebenskristalle, die wassergespeist sind und dadurch fähig, die auf der Erde fehlenden Wasserreserven auszugleichen. Die auf dem Mond lebenden Bewohner stimmen tatsächlich einem nachhaltigen Handel des konzentrierten H2O zu. Als der Handel schließlich besiegelt wurde und die Mission sich mit der Beladung des wertvollsten Rohstoffes der Galaxie auf den Weg macht, werden sie von Rebellen, die auf dem Mond leben, attackiert und der Frachter unter dem Kommando von Heidi Quince, beschädigt. Die regierungsfeindlichen Schergen haben den Verdacht, dass die Erdlinge nicht einfach mit den gehandelten Ressourcen wieder zur Erde heimkehren, sondern eine großangelegte Invasion planen, um sämtliche Wasserreserven des Saturnmondes zu beanspruchen.
Als er von dem Angriff auf den Frachter erfährt, entsendet Citizen Prime Ortiz eine bemannte Weltraummission unter dem Kommando von Max Reece, Freund von Heidi. Als Problem erweist sich, dass das einzige taugliche Schiff Allison Quince, seiner Ex-Freundin gehört, und die nicht begeistert von ihrem Passagier ist. Schließlich raufen die beiden sich zusammen und beginnen ihre Rettungsmission. Sie erreichen den im Weltraum schwebenden Frachter. Als einzige Überlebende können sie Heidi bergen, müssen aber nun auf dem Titan landen. Doch bereits nach der Landung treten erste Probleme auf, da das Schiff beschädigt wurde. Als Nächstes folgt ein Großangriff auf die Raumstationen in der Nähe des Titan. Um den Bewohnern der Erde zuvorzukommen, fliegt eine komplette Flotte feindlicher Kriegsschiffe Richtung Erde, um diese zu erobern. Daher befehligt Ortiz einen heftigen Gegenangriff.

## Hintergrund

### Produktion
Als Hauptdarsteller wird Michael Paré in seiner Rolle des Anführers der Erde Citizen Prime Ortiz geführt, obwohl er mit am wenigsten Screentime bekommt.
Die Schauspieler werden anstelle von Astronautenhelmen mit Motorradhelmen bekleidet, an denen ein Schlauch befestigt ist. Später werden die Helme lediglich von Plastikvisiere ersetzt, die allerdings aufgrund ihrer Gestaltung und der Tatsache, wie man diese im Gesicht trägt, nicht zum Überleben geeignet wären.

### Veröffentlichung
Der Film feierte am 30. September 2022 seine Filmpremiere in den USA. In Deutschland war er ab dem 2. Februar 2023 als Video-on-Demand abrufbar, am 24. Februar 2023 startete der reguläre Verkaufsstart in Form von DVD und Blu-ray Disc.

## Rezeption
In der Review auf Actionfreunde werden vor allem die Endlosdialoge bemängelt, in „denen sich die Charaktere gegenseitig eine Bulette ans Ohr quatschen, aber vermutlich selbst nicht sagen könnten, worum es gerade geht.“ Es wird dem Produktionsteam vorgeworfen, man drehe nach dem Motto „Tausend Worte sagen mehr als ein verkacktes Bild“. Die langen Dialogszenen nehme den Film Tempo und ziehe ihn unnötig in die Länge. Das Hauptsetting sehe „gar nicht mal sooo übel“ aus, den Mond sieht man in wenigen Szenen als CGI-Bildnis. Die Schauspieler werden als unfähige Darsteller betitelt, „die teilweise wie unter der Brücke weggezerrt rüberkommen“. Lediglich die Darbietung Neli Sabours wird als besser empfunden. Paré underperformt nach Meinung des Blattes ebenfalls. Final werden keine Punkte vergeben.
Voices from the Balcony findet, dass es sich um einen „recht actionreichen Film“ handelt. „Die CGI-Darstellung der Schlachten“ seine für einen Asylum-Film „besser als normal, wobei viele der Weltraumszenen mit Produktionen mit viel höherem Budget vergleichbar“ sein. In einigen Szenen sehen die Effekte allerdings „wirklich schlecht aus“. Die Szenen auf dem Saturnmond wäre eine „lustige Reminiszenz an Science-Fiction-Filme aus den 50er und 60er Jahren“. Final urteilt das Blatt, dass es sich um „eine unterhaltsame, relativ rasante Abwechslung“ handelt, die Fans des Genres zufriedenstellen dürfte und vergibt 4,5 von 5 Sternen.
Der Film hat im Audience Score, der Zuschauerwertung auf Rotten Tomatoes eine Bewertung von 43 % bei weniger als 50 Stimmabgaben. In der Internet Movie Database hat der Film bei über 280 Stimmenabgaben eine Wertung von 2,7 von 10,0 möglichen Sternen (Stand: Dezember 2023).